# Banca centrale degli Stati dell'Africa Occidentale
La Banca centrale degli Stati dell'Africa Occidentale (BCEAO) (francese: Banque centrale des États de l'Afrique de l'Ouest) è la banca centrale degli stati africani di Benin, Burkina Faso, Costa d'Avorio, Guinea-Bissau, Mali, Niger, Senegal, Togo.
La moneta ufficiale è il franco CFA, in futuro sarà sostituita con l'Eco (E). Amministra l'Unione economica e monetaria ovest-africana e la Comunità economica degli Stati dell'Africa occidentale.
La sede della BCEAO si trova a Dakar, in Senegal.

## Storia
Nel 1955, il governo francese trasferì il diritto di emissione di banconote per le sue colonie dell'Africa occidentale, che era stato detenuto dalla Banca dell'Africa occidentale, a un'entità di nuova creazione con sede a Parigi, l'Institut d'emission de l'Afrique Occidentale Française et du Togo (letteralmente "Institut d'emission de billets de l'Afrique Occidentale Française et du Togo"). Nel 1959, il nome dell'istituzione fu cambiato in BCEAO.
Nel settembre 1956, il logo della banca (un pesce sega stilizzato) fu presentato per la prima volta sulla copertina del numero 14 di un documento dell'Institut d'emission de l'Afrique-Occidentale française et du Togo relativo alle informazioni e alle note statistiche.
Nel 1959, l'Istituto di Emissione dell'Africa Occidentale Francese e del Togo divenne la Banca Centrale degli Stati dell'Africa Occidentale. In consultazione con le banche centrali nazionali degli Stati membri, ha il compito di:
- l'emissione monetaria del franco CFA (codice valuta: XOF), che ha corso legale nei paesi membri dell'UEMOA;
- l'applicazione della politica monetaria comune;
- la fissazione dei tassi di interesse;
- la gestione e il controllo delle riserve valutarie e del debito estero;
- la legislazione bancaria e finanziaria degli Stati membri dell'Unione;
- l'assistenza agli Stati membri dell'Unione nelle loro relazioni con le istituzioni finanziarie e monetarie internazionali.

Il trattato che istituiva l'Unione Monetaria dell'Africa Occidentale (WAMU) fu firmato il 12 maggio 1962 e diede alla BCEAO il diritto esclusivo di emettere valuta come banca centrale comune dei sette paesi membri dell'epoca: Costa d'Avorio, Dahomey (in seguito rinominato Benin), Alto Volta (in seguito rinominato Burkina Faso), Mali, Mauritania, Niger e Senegal. Lo statuto della banca è stato poi approvato nel novembre 1962 ed è rimasto sostanzialmente invariato fino al 1974, prevedendo un'influenza dominante della Francia sulla governance della BCEAO.
Grazie a un accordo monetario con la Francia, il franco CFA è stato convertibile con il franco francese fino alla fine del 1999 con un tasso fisso (rivedibile) garantito dal deposito da parte della BCEAO di un fondo di riserva presso il tesoro francese, costituito dai contributi delle banche centrali nazionali (BCN) di ciascun paese membro dell'UEMOA UEOA.
Alla fine del 1999 l'euro ha sostituito il franco francese, l'accordo monetario con la Francia è stato mantenuto (dopo l'accordo della BCE), ma ridefinito da un tasso fisso con l'euro ancora garantito (a certe condizioni) dalla Banque de France, in cambio del mantenimento del fondo di riserva. Tuttavia, la BCEAO rimane libera di costituire fondi di riserva supplementari (in metallo o in valuta estera) presso altre banche centrali al fine di agevolare il commercio internazionale e disporre di riserve valutarie supplementari in valute diverse dall'euro, o di porre fine alla convertibilità del franco CFA-BCEAO con l'euro, se necessario.
Il 21 dicembre 2019, il presidente ivoriano Alassane Ouattara ha annunciato la possibilità di sostituire il franco CFA (UEMOA) con l'eco entro il 1° luglio 2020, durante una conferenza stampa congiunta con il presidente francese Emmanuel Macron in visita ufficiale in Costa d'Avorio.

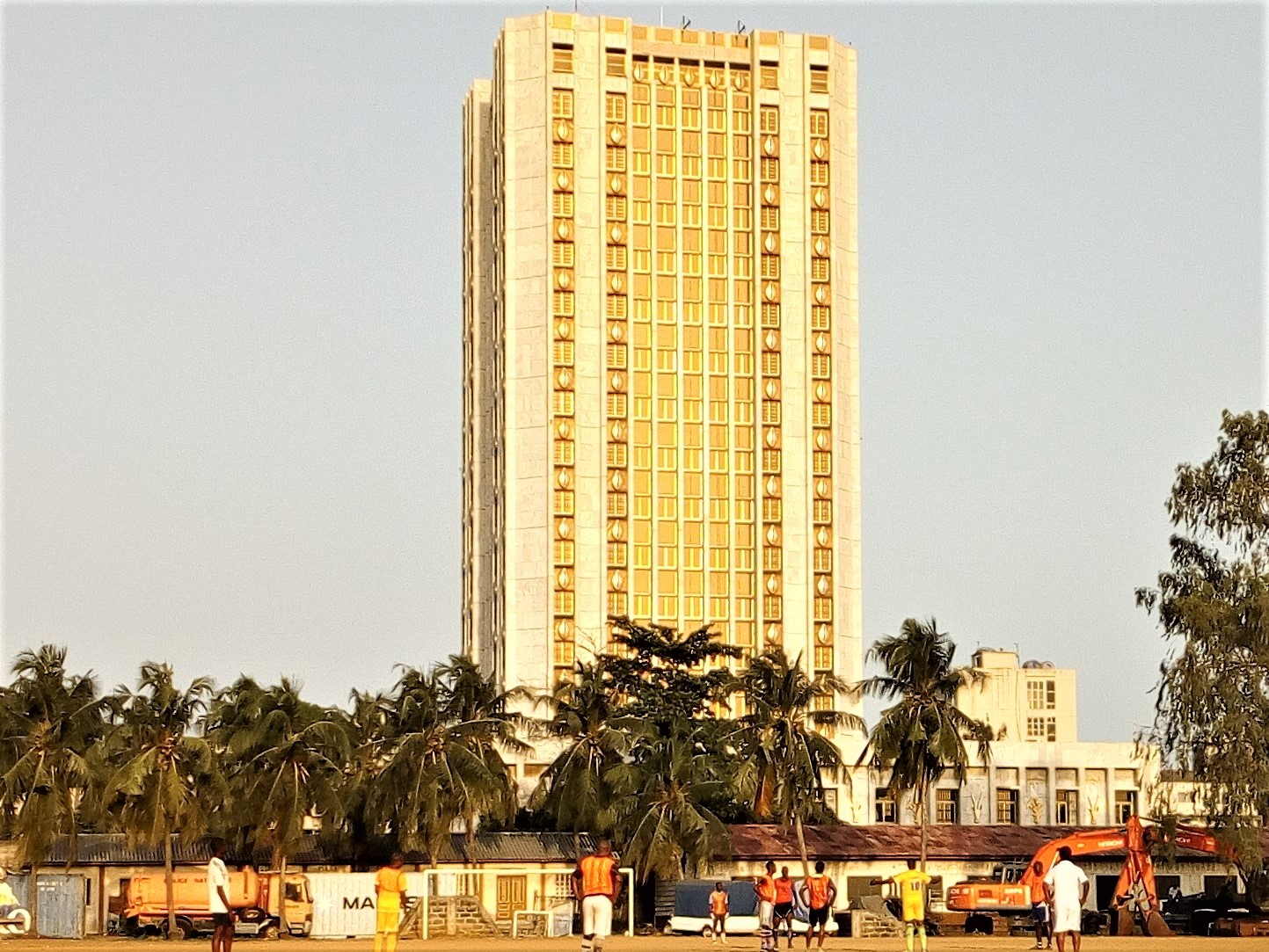
La torre della BCEAO Cotonou, Benin

A fine febbraio 2020, l'agenzia di rating americana Standard & Poor's ha condotto uno studio sull'attuazione del progetto di uscita dal franco CFA, e si è detta rassicurata dal fatto che l'eco è rimasto ancorato all'euro e che la Francia ha continuato a garantirne la convertibilità. Il lancio della nuova moneta non avrebbe quindi effetti immediati, e al momento non è prevista una svalutazione. Lo studio ricorda inoltre che "gli Stati membri dell'UEMOA non saranno più tenuti a detenere metà delle loro riserve valutarie in un conto operativo presso il Tesoro francese. In altre parole, la banca centrale regionale, la BCEAO, sarà in grado di gestire le sue riserve valutarie come ritiene opportuno".
Il 20 maggio 2020, il Consiglio dei ministri francese ha adottato un disegno di legge presentato all'Assemblea nazionale e al Senato francese che ratifica la fine del franco CFA. La Banca Centrale degli Stati dell'Africa Occidentale (BCEAO) non sarà più obbligata a depositare metà delle sue riserve valutarie presso il Tesoro francese.
Nel maggio 2021 la Francia ha avviato il processo di trasferimento di 5 miliardi di euro sui conti della Banca centrale degli Stati dell'Africa occidentale (BCEAO). La decisione di Parigi fa parte della riforma del franco CFA destinato a lasciare spazio alla nuova moneta unica dell'Africa occidentale (Eco).